# CP série 3200
La série 3200 était un type d'automotrice quadricaisse à traction électrique (UQE), en service sur le réseau de Comboios de Portugal (CP), l'entreprise publique qui gère le transport ferroviaire au Portugal. 

## Historique
Les unités ont été acquises, entre 1959 et 1979, par la Sociedade Estoril, et affectées à la ligne Lisbonne (gare de Cais do Sodre) - Cascais, seule ligne ferroviaire portugaise électrifiée en courant continu. Lors de l'absorption de Sociedade Estoril par CP en 1974, cette dernière a conservé les unités. 21 unités ont été refondues, pour devenir la série 3250 entre 1998 et 2002, la 22e a été démolie.

## Sous-séries
201-203 (3201-3203), construites par Sorefame en 1959.

204-209 (3204-3209), construites par Sorefame en 1969.

210-214 (3210-3214), Remorques Pilote 2 à caisse Sorefame, construits en 1969, sur châssis des Automotrices Baume Marpent, construites en 1926 ; Remorques Interieurs, construits par Sorefame en 1959 ; Remorques Pilote 1 et Motrices, construites par Sorefame en 1969.

215-222 (3215-3222), construites par Sorefame en 1979.

## Caractéristiques
Les unités sont équipées de commandes permettant de diriger deux unités accouplées. Chaque unité peut transporter jusqu'à 520 passagers. Les portes sont à ouverture et fermeture automatiques. 